# Kalasiris depressa
Kalasiris depressa är en insektsart som först beskrevs av William Miles Maskell 1884.  Kalasiris depressa ingår i släktet Kalasiris och familjen skålsköldlöss. Inga underarter finns listade i Catalogue of Life.